# Rosty Flórián
Barkóci Rosty Flórián Lipót (Pest, 1845. április 10.–Gács, Nógrád vármegye, 1894. január 22.), császári és királyi kamarás, követségi tanácsos, az olasz koronarend-, a török Medzsidije rend-, a svéd királyi éjszakcsillagrend-, a portugál királyi Krisztus-rend lovagja.

A gróf ghymesi és gácsi Forgách család címere

## Élete
A barkóci Rosty család sarja. Apja barkóci Rosty Zsigmond (1811–1875), hírlápíró, Fejér vármegye aljegyzője, 1848-as főhadnagy, Fejér megye fő-levéltárnoka, ügyvéd, földbirtokos, Anyja nemes Birly Leopoldina (1821–1881). Az apai nagyszülei barkóci Rosty Zsigmond (1784–1858), Fehér vármegyei táblabíró, földbirtokos, és Kiszling Janka (1793–1866) voltak. Az anyai nagyszülei Birly Flórián (1787–1854), királyi tanácsos, orvos, a pesti egyetem szülészet-nőgyógyászat professzora és Staffenberger Terézia voltak; Birly Flórián orvos 1824. január 10.-én nemességet és családi címert szerzett I. Ferenc magyar királytól. Az egyik nagybátyja Rosty István (1817–1869), 1848-as honvéd alezredes, Fejér megye főszolgabírája, borász, birtokos. Rosty Flóriánnak a bátyja Rosty Zsigmond (1843–1893), császári és királyi kamarás, meghatalmazott miniszter a perzsa királyi udvarnál.
1863-ban Würzburgi Egyetemre járt. Az egyetemi tanulmányai végzése után 1867-ben Miniszteri segédfogalmazóként tevékenykedett. Később a liszaboni nagykövetségben dolgozott. Először követségi titkár, majd követségi tanácsosként szolgált. Rosty Flórián cs. és kir. követségi titkár 1873-ben az olasz koronarendnek lovagkeresztjét, 1874-ben a török Medzsidije rendet, 1879-ben a svéd királyi éjszakcsillagrend lovagkeresztjét, 1890-ben Rosty Flórián cs. és kir. tiszteletbeli követségi tanácsos a portugál királyi Krisztus-rend középkeresztjét szerezte meg.
Rosty Flórián az egyik gácsi látogatása alkalmával tüdőgyulladást kapott és elhunyt 1894. január 22-én. Rosty Flóriánné gróf Forgách Ilona élete végéig özvegy maradt, Gácson élt. 1945. január 1-én az uradalmi kertésze mint zsidó asszonyt feljelentette. A német katonaság ezt követően letartóztatta és elvitte. Ismeretlen körülmények között, valószínűleg Zólyomban lett a háború áldozata.

## Házassága és leszármazottjai
Gácson 1885. december 29-én feleségül vette a főnemesi származású  gróf ghymesi és gácsi Forgách családból való gróf ghymesi és gácsi Forgách Ilona (Aschach, 1862. december 6.–Zólyom, 1945. január 1.) kisasszonyt, akinek a szülei gróf ghymesi és gácsi Forgách Antal (1819–1885), a Kassai kerület főispánja, valóságos belső titkos tanácsos, Csehország helytartója, főkancellár, országgyűlési képviselő, földbirtokos és Ederer Florentina (1843–1922) voltak. Rosty Flóriánné gróf Forgách Ilona törvénytelen születésű volt. Forgách Antal gróftól származott vérségileg de anyja Éderer Florentina és annak az első férje Glasser Joseph házassága alatt született. I. Ferenc József magyar királyhoz folyamodva végül 1878. július 14.-én az uralkodó törvényesítette, valamint a "Forgách" vezetéknevet, a család nemesi előnevei használatát megengedte, valamint a grófi címet is átruházta. Rosty Flóriánné gróf Forgách Ilonának az apai nagyszülei gróf Forgách János Nepomuk (1787–1841), földbirtokos és liptószentiváni Szentiványi Erzsébet (1792–1838) voltak; az anyai nagyszülei Éderer Gabriel (1816–1882), a G. M. Ederer cég vezérigazgatóka, a Prágai Kereskedelmi Tanács igazgatósági tagja, több prágai jótékonysági klub tagja, és Goldschmidt Anna (1816–1882) voltak. Rosty Flóriánné gróf Forgách Ilonának a leánytestvére gróf Forgách Klotild (1864–1957), akinek a férje báró rosenecki Roszner Ervin (1852–1928), politikus, a király személye körüli miniszter, császári ls királyi kamarás, egyházjogi szakíró volt. Rosty Flórián és gróf Forgách Ilona frigyéből született:
- Rosty Marietta (Gács, 1887. május 3.–Rum, 1920. július 14.), palotahölgy.[22] Férje: gróf köröszsegi és adorjáni Csáky Gusztáv (Szepessümeg, 1883. május 30.–Klagenfurt, 1964. augusztus 24.), a lőcsei kerület országgyűlési képviselője, földbirtokos.
- Rosty–Forgách Ferenc (Gács, 1892. október 31.–Santiago, Chile, 1957. szeptember 27.),[23] nagykövet, királyi tanácsos, követségi titkár (1927-től "Rosty-Forgách"). Felesége: gróf Anna von Harrach zu Rohrau und Thannhausen (Innsbruck, 1906. december 6.–Hamburg, 2001. február 18.).